# 강화초지대교

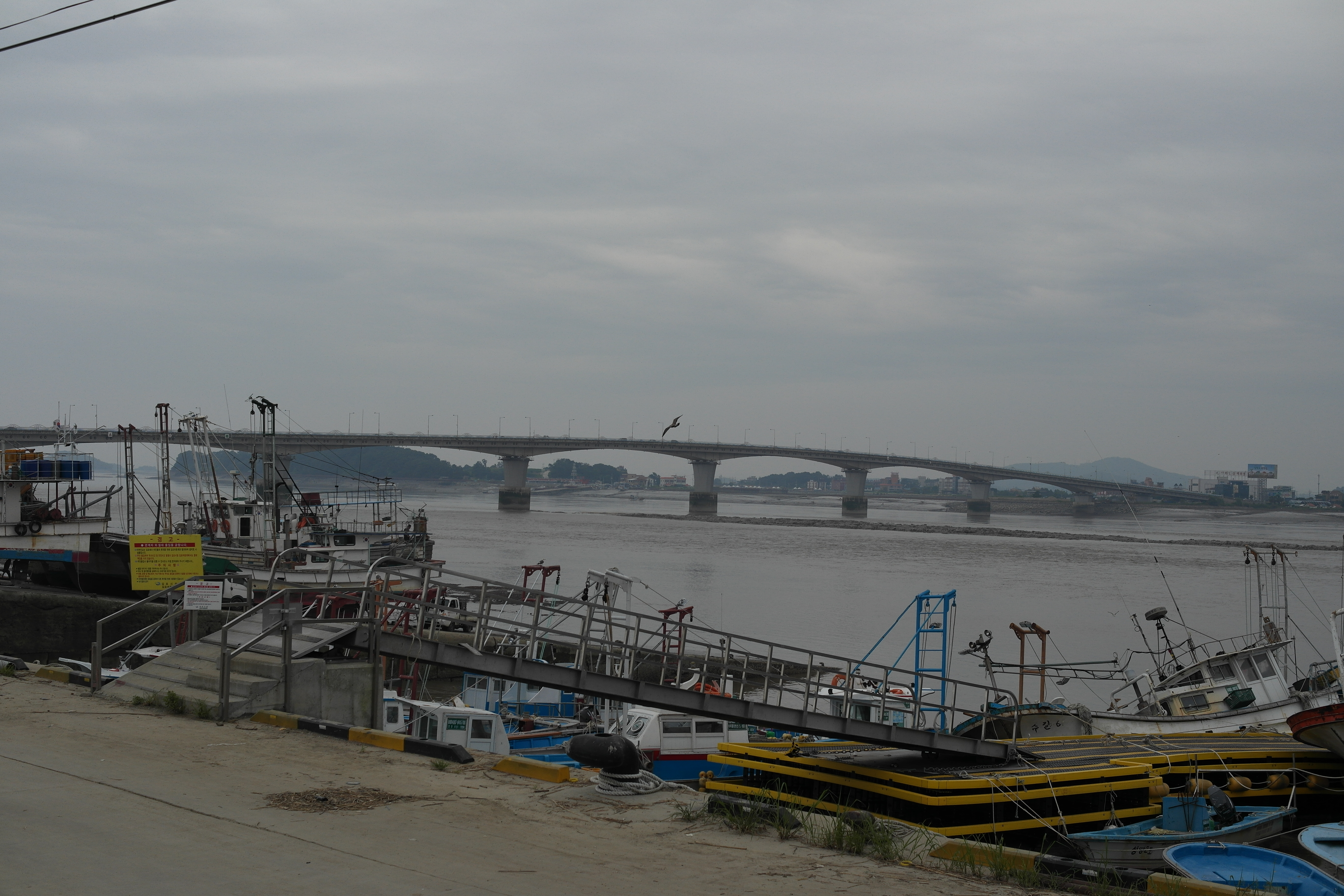
대명항에서 바라본 강화초지대교

강화초지대교(江華草芝大橋)는 인천광역시 강화군 길상면 초지리와 경기도 김포시 대곶면 약암리를 연결하는 다리이다. 줄여서 초지대교(草芝大橋)라고도 한다.
본래 경기도에서 민자유치사업으로 건설을 추진하던 교량으로 강호개발에서 건설할 예정이었지만 강호개발이 부도나면서 공사가 중단되었고, 이를 인천광역시청에서 사업을 인수하여 공사를 재개해 2002년 8월 28일에 개통되었다.

## 연혁
- 1995년 10월 : 경기도에서 민자유치사업으로 추진[1]
- 1999년 6월 : 인천광역시에서 건설 재추진[2][3]
- 2000년 1월 4일 : 기존 지방도 제352호선 구간을 편입해 교량(강화군 길상면 초지리 ~ 김포시 경계) 760m 구간 도로구역 변경[4]
- 2002년 8월 28일 : 개통[5]

## 구조
연장 : 1200m 폭 : 17.6m(4차로) 교각 : 12개 아치형 건축양식 : 교각 우물통공법

## 교통처리량
하루에 3만 5000대의 교통량을 처리하고 있다.

## 교량 개통후 교통변화
서울특별시 강서구 및 경기도 부천시, 김포시 등 수도권 서부지역 주민들이 기존의 강화대교를 이용하는 것보다 차로 30여 분 빨리 강화도에 도착할 수 있게 되는 것이 이점이다. 강화도에서 인천까지 출퇴근하는데 더 용이해졌으며, 소요시간도 또한 1시간대로 교통이 편리해지는 장점이 있다.